# Kościół Narodzenia Najświętszej Maryi Panny w Popowie
Kościół Narodzenia Najświętszej Maryi Panny w Popowie – rzymskokatolicki kościół parafialny zlokalizowany w miejscowości Popowo Kościelne (powiat wyszkowski w województwie mazowieckim). Funkcjonuje przy nim parafia Narodzenia Najświętszej Maryi Panny.

## Historia

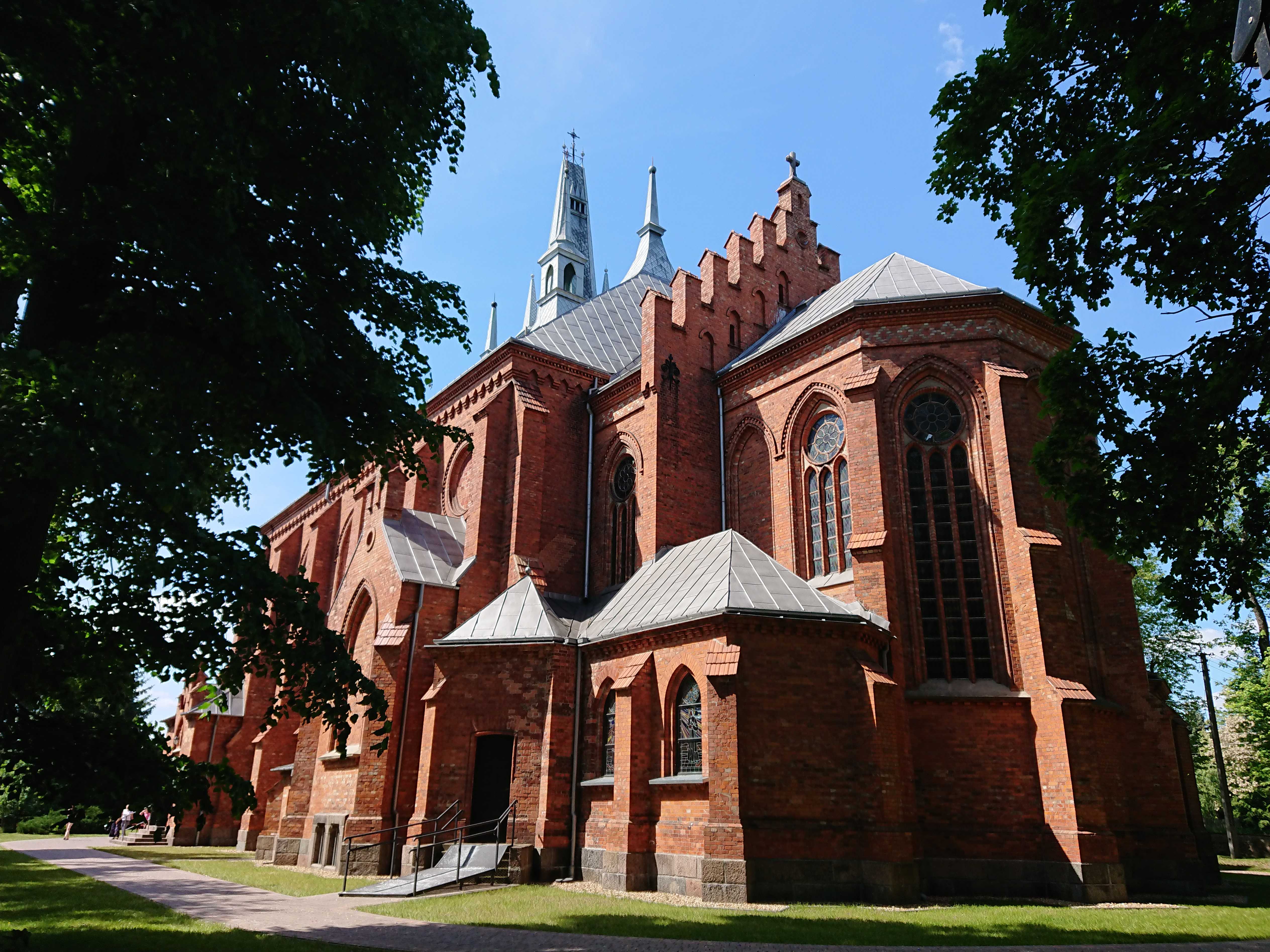
Widok od prezbiterium

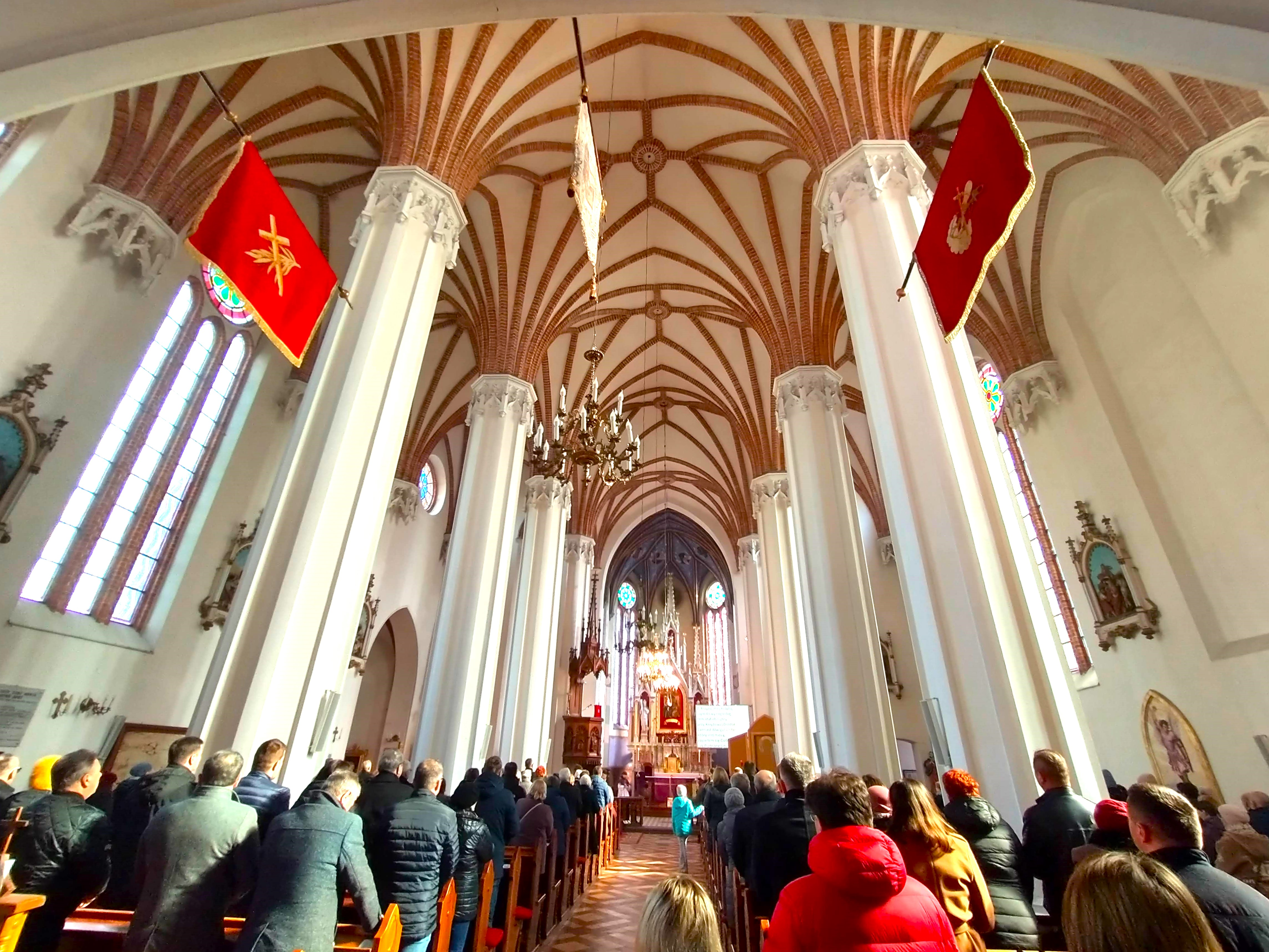
Wnętrze

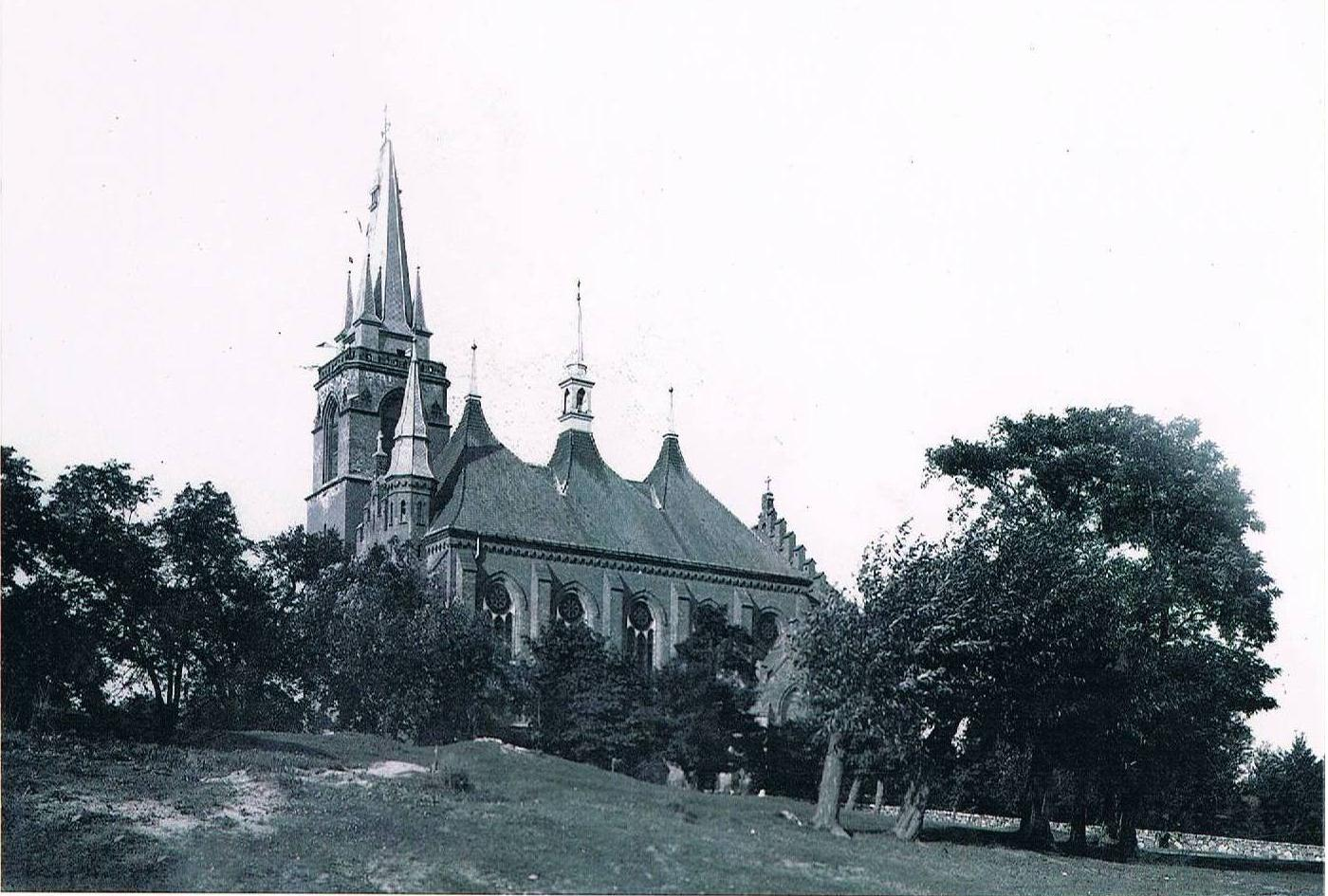
Widok z 1926

Pierwsza kaplica powstała we wsi około 1665 z fundacji Joanny Przedwojewskiej, Wawrzyńca Chrzanowskiego oraz Stanisława Aciechowskiego (byli to właściciele lokalnych majątków ziemskich). W kaplicy wisiał obraz Matki Bożej Częstochowskiej, cel pielgrzymek.
Drugi obiekt sakralny w Popowie był już kościołem o wymiarach 30 na 11,5 metra. Zbudowano go około 1740 z fundacji księdza Ewarysta Bogdańskiego (prepozyta serockiego) i Gabriela Popowskiego. 29 maja 1743 konsekrował go biskup Marcin Załuski. Obiekt był wzmacniany około 1780, remontowany w początkach XIX wieku i pokryty blachą w 1868. Według danych z 1763 miał trzy ołtarze, a w głównym znajdował się koronowany obraz Matki Boskiej Częstochowskiej z darami wotywnymi. W drugiej połowie XVIII wieku świątynia stała się kościołem filialnym parafii w Barcicach. Parafia powróciła tu około 1865.
W 1838 hrabia Edmund Skarżyński ufundował obecną plebanię.
Trzecią świątynię postawiono we wsi według projektu Józefa Piusa Dziekońskiego z inicjatywy księdza Jana Krzyżewskiego, którego rodzice sprzedali na ten cel swój majątek Krzyżewy. Budowę wsparli też właściciele Popowa, Stanisława i Maria z Orsettich Skarżyńscy. Kościół został konsekrowany 29 kwietnia 1909 przez biskupa płockiego, Antoniego Juliana Nowowiejskiego. 
Przy kościele działa Diecezjalne Sanktuarium Matki Bożej Popowskiej Matki Nadziei powołane 23 sierpnia 2018 przez biskupa Piotra Liberę. Obraz maryjny koronował biskup Roman Marcinkowski (korony pobłogosławił papież Franciszek 3 marca 2015). Świątynię nawiedził 23 sierpnia 2020 nuncjusz apostolski Salvatore Pennacchio (pięciolecie koronacji). 

## Architektura
Murowana świątynia reprezentuje styl neogotycki. Kryje ją rzadko spotykany w Polsce, potrójny dach namiotowy. Środkowa część zwieńczona jest sygnaturką, a dwie pozostałe iglicami z kulami. Od frontu znajduje się czterokondygnacyjna wieża zwieńczona attyką z fryzem i ostrołukowymi płycinami. Wieńczy ją dach wiciowy (iglica) z czterema mniejszymi iglicami na narożach. Wejście główne znajduje się w ostrołukowym, uskokowym portalu zdobionym żabkami, zwieńczonym kwiatonem na wimperdze. W tympanonie nad wejściem umieszczona jest scena maryjna (1938).
Obiekt jest trójnawowy, pięcioprzęsłowy z dwuprzęsłowym prezbiterium szerokości nawy głównej zamkniętym trójbocznie. Posiada zakrystię i kruchty. Nawy i prezbiterium kryje sklepienie gwiaździste, a nad niektórymi pomieszczeniami znajdują się sklepienia krzyżowo-żebrowe i krzyżowe. Poszczególne nawy oddziela pięć par ośmiobocznych filarów. 

## Wyposażenie
Na wyposażenie kościoła składają się m.in.:
- ołtarz główny z uznawanym za cudowny obrazem Matki Bożej Częstochowskiej (1665, z zasłoną z wizerunkiem Trójcy Świętej autorstwa Jana Kuśmidrowicza z 1908), konserwowany w latach 90. XX wieku przez Georgija Asłanjana[2], zawierający rzeźby św. Stanisława i św. Wojciecha, wykonane z wapienia pińczowskiego[3],
- dwa ołtarze boczne (1740),
- stacje Drogi Krzyżowej zakupione w 1912,
- neogotycki ołtarz posoborowy (2013) autorstwa Pawła Mazurkiewicza z Wojnowa z wizerunkiem Ostatniej Wieczerzy wykonanym przez Henryka Tarantowicza z Obór,
- jesionowe ławki (2013),
- organy pięciogłosowe z zakładu Józefa Szymańskiego (1893)[2].

W świątyni utworzono boczną kaplicę Bożego Miłosierdzia, do której w 2010 sprowadzono relikwie św. Faustyny Kowalskiej.